# 箱根 (箱根町)
箱根（はこね）は、神奈川県足柄下郡箱根町の大字。箱根関所跡や箱根峠で知られる。
箱根エリア全体と区別するために、観光案内等ではこの地域を便宜上、「箱根町（はこねまち）」と呼ぶことが多い。

## 地理
箱根町の南西部に位置する町で、箱根町の畑宿、元箱根、湯河原町の鍛冶屋、宮上、静岡県田方郡函南町の桑原、同県三島市の佐野、および同県裾野市の茶畑と隣接する。
町の北側に箱根火山の堰止湖である芦ノ湖が広がる。箱根海賊船や芦ノ湖遊覧船の発着場である箱根町港前の国道1号沿いには土産物店などが並び、観光客でにぎわう。港の周辺には箱根関所跡や箱根駅伝の芦ノ湖折り返し地点がある。南側は箱根山外輪山の峰々が連なり、東海道である国道1号が箱根峠で外輪山の稜線を越える。

### 山岳
- 箱根山新期外輪山
  - 屏風山
- 古期外輪山
  - 大観山
  - 孫助山
  - 鞍掛山
  - 海ノ平

### 峠
- 箱根峠
- 山伏峠

### 湖沼
- 芦ノ湖

### 河川
- 明神川

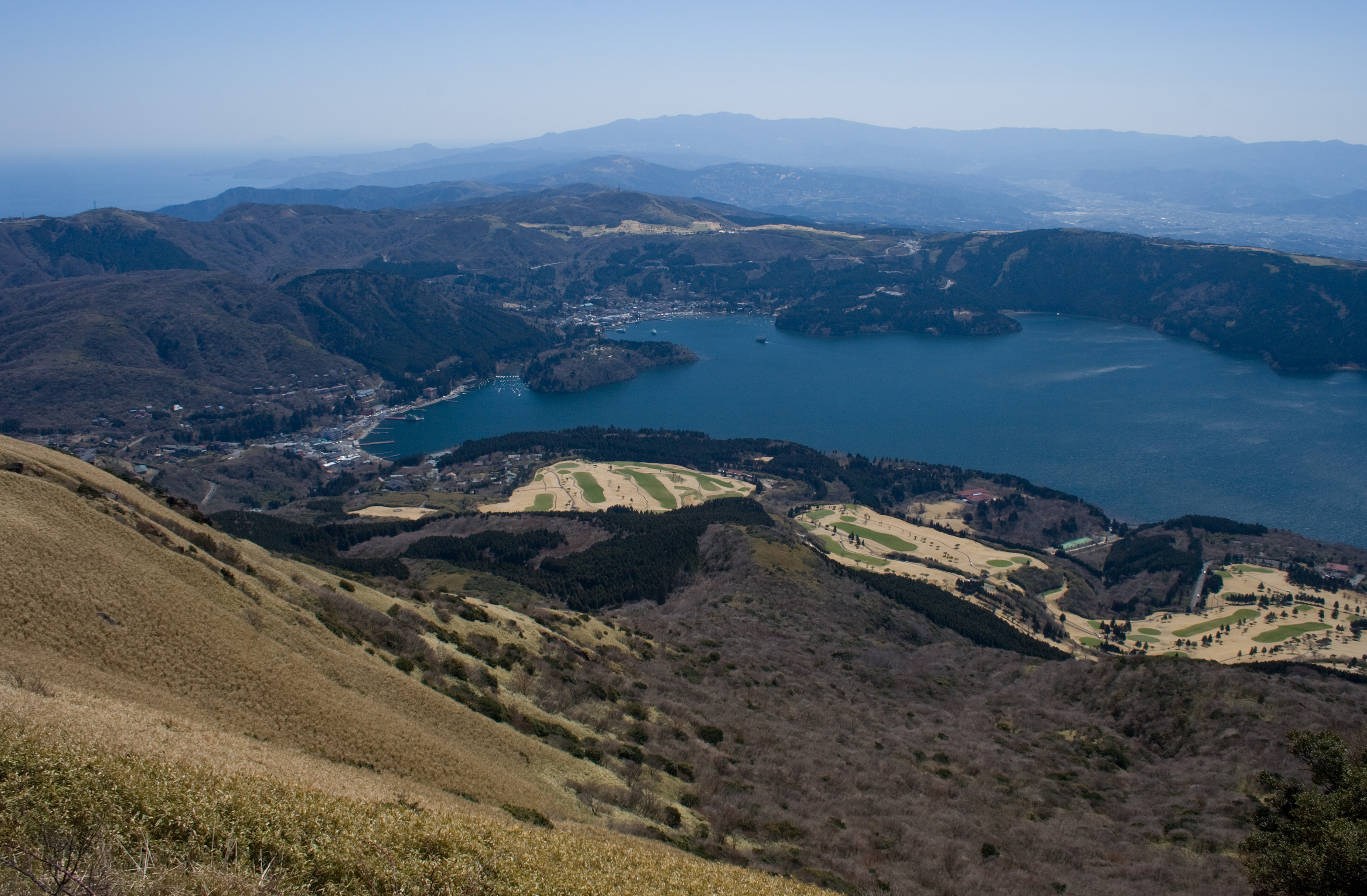
箱根駒ヶ岳よりみた芦ノ湖と元箱根、箱根地域
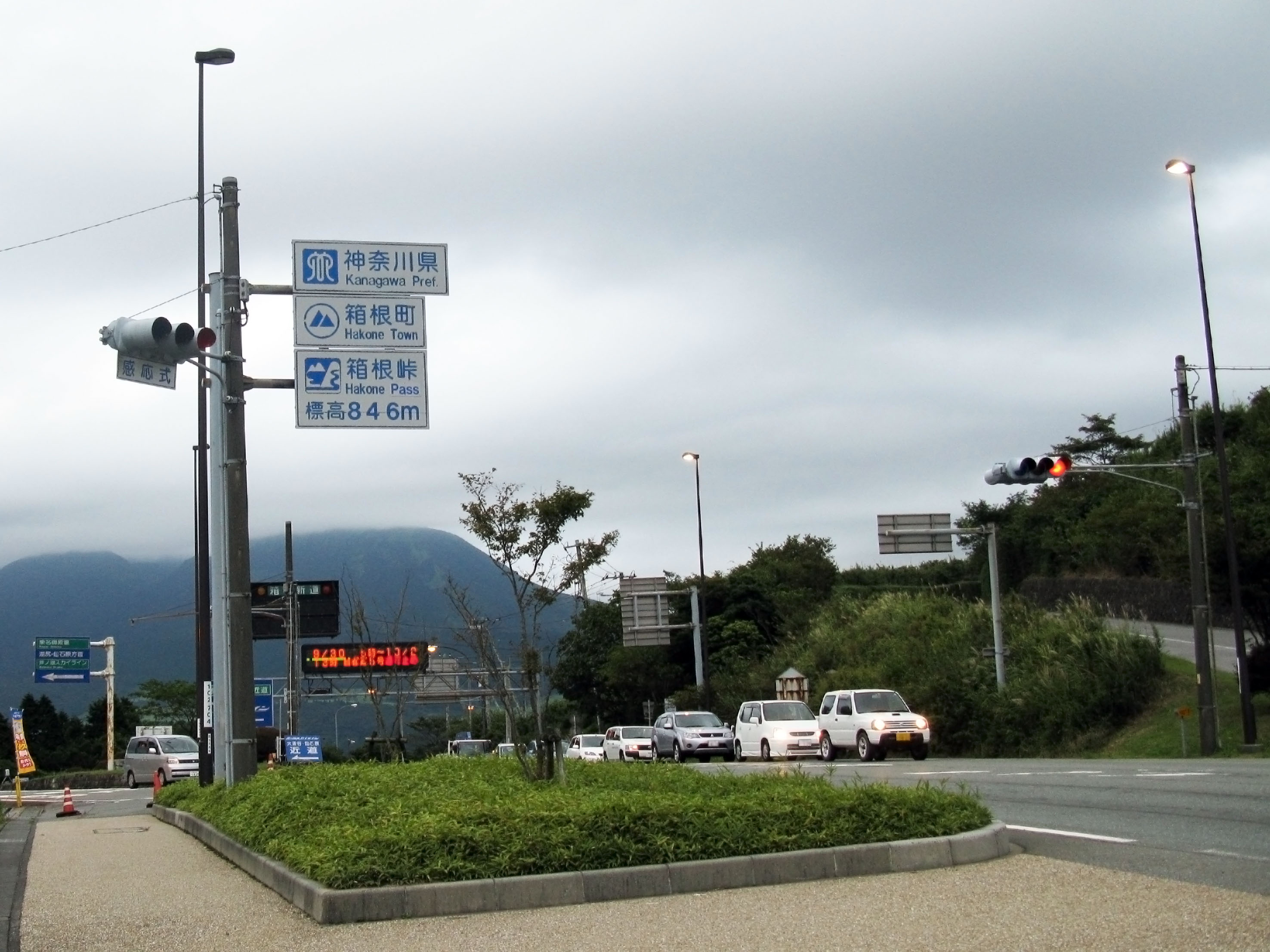
箱根峠

## 歴史
『新編相模国風土記稿』の記載によると元和4年（1618年）に箱根宿が設置されたが、このとき、江戸幕府は箱根権現（箱根神社）の門前町であった地域（現在の箱根町元箱根）に宿場を設けようとしたが地元の反対にあって失敗したため、現在の箱根町箱根の地域に宿場を設置したとされる。
当時の住民は小田原宿・三島宿から50軒ずつ移住させられたとされ、箱根町箱根に現在残る「小田原町」「三島町」の字は、この移住に由来するとされる。また、「小田原町」は小田原藩が、「三島町」は三島代官所（後に韮山代官所）が管轄するという、異なる領主が併存する特殊な統治体制だったとされる。

### 史跡
- 箱根関所跡 - 2007年3月に復元。
- 箱根駅伝記念碑

## 世帯数と人口
2020年（令和2年）10月1日現在（国勢調査）の世帯数と人口（総務省調べ）は以下の通りである。
| 大字 | 世帯数  | 人口  |
| ---- | ------- | ----- |
| 箱根 | 187世帯 | 366人 |

### 人口の変遷
国勢調査による人口の推移。
| 年                 | 人口 |
| ------------------ | ---- |
| 1995年（平成7年）  | 675  |
| 2000年（平成12年） | 628  |
| 2005年（平成17年） | 564  |
| 2010年（平成22年） | 455  |
| 2015年（平成27年） | 411  |
| 2020年（令和2年）  | 366  |

### 世帯数の変遷
国勢調査による世帯数の推移。
| 年                 | 世帯数 |
| ------------------ | ------ |
| 1995年（平成7年）  | 285    |
| 2000年（平成12年） | 271    |
| 2005年（平成17年） | 247    |
| 2010年（平成22年） | 215    |
| 2015年（平成27年） | 205    |
| 2020年（令和2年）  | 187    |

## 事業所
2021年（令和3年）現在の経済センサス調査による事業所数と従業員数は以下の通りである。
| 大字 | 事業所数 | 従業員数 |
| ---- | -------- | -------- |
| 箱根 | 72事業所 | 452人    |

### 事業者数の変遷
経済センサスによる事業所数の推移。
| 年                 | 事業者数 |
| ------------------ | -------- |
| 2016年（平成28年） | 73       |
| 2021年（令和3年）  | 72       |

### 従業員数の変遷
経済センサスによる従業員数の推移。
| 年                 | 従業員数 |
| ------------------ | -------- |
| 2016年（平成28年） | 532      |
| 2021年（令和3年）  | 452      |

## 施設
- 箱根関所資料館
- 箱根駅伝ミュージアム
- 箱根駅伝記念広場
- 函嶺・ふる里集蔵館
- 芦ノ湖野草園
- 箱根オルゴール館
- 箱根ホテル
- 駒形神社[14]
  - 毘沙門天社
- 本還寺
- 万福寺
- 興禅寺
- 本迹寺
- 芦ノ湖温泉

## 交通

箱根海賊船（2012年撮影、写真の船は現在退役）

### 鉄道
地内に鉄道はない。

### バス
- 箱根登山バス
- 伊豆箱根バス
- 東海バス
- 小田急ハイウェイバス

### 道路
- 箱根新道
  - 芦ノ湖大観IC
  - 箱根峠IC
- 神奈川県道75号湯河原箱根仙石原線
- 神奈川県道737号長尾芦川線
- 芦ノ湖スカイライン

### 水運
- 箱根町港
  - 箱根海賊船
- 箱根関所跡港
  - 芦ノ湖遊覧船

## その他

### 日本郵便
- 郵便番号 : 250-0521[3]（集配局 : 箱根宮ノ下郵便局[15]）。